# Death Unlimited
Albums de Norther
Mirror of Madness
(2003) Till Death Unites Us
(2006)
Death Unlimited est le troisième album studio du groupe de death metal mélodique finlandais Norther. L'album est sorti le 3 mars 2004 sous le label Spinefarm Records.
Le titre de l'album est écrit en caractères faux cyrillique : Death Unlimited est écrit DEДTH UИLІMITED.
L'édition japonaise de l'album inclut en plus le titre Tornado of Souls, qui est une reprise du groupe de Thrash metal américain Megadeth.
Un video clip a été tourné pour le titre Death Unlimited.

## Musiciens
- Petri Lindroos − Chant, Guitare
- Kristian Ranta − Guitare, Chant clair
- Jukka Koskinen − Basse
- Tuomas Planman − Claviers
- Toni Hallio − Batterie

## Liste des morceaux
1. Nightfall − 0:45
2. Deep Inside − 3:25
3. Death Unlimited − 4:38
4. Chasm − 4:16
5. Vain − 4:34
6. A Fallen Star − 5:30
7. The Cure − 4:43
8. Day of Redemption − 6:35
9. Beneath − 2:24
10. Hollow − 3:51
11. Nothing − 5:57
12. Going Nowhere − 4:22
13. Tornado of Souls − 5:19 (reprise du groupe Megadeth)